# ルイ・ディエメ
ルイ＝ジョゼフ・ディエメ（Louis-Joseph Diémer, 1843年2月14日 - 1919年12月21日）は、フランスのピアニスト、作曲家。1890年代に古楽器協会（Société des Instruments Anciens）の設立に携わっており、ハープシコードによるリサイタルを催した。作曲家としては数多の作品を生み出しており、1曲のピアノ協奏曲がある他にサロン音楽風の楽曲を多数作曲したが、今日ではそれらはいずれも顧みられなくなっている。

## 生涯
ディエメはパリに生まれた。パリ音楽院で学んだ彼はピアノ、和声と伴奏、対位法とフーガ、ソルフェージュで首席、オルガンでも次席という成績を残した。彼が教えを仰いだのはピアノのアントワーヌ・マルモンテル、作曲のアンブロワーズ・トマ、オルガンのフランソワ・ブノワという教授陣であった。
間もなくヴィルトゥオーゾとして名を馳せるようになったディエメは、ヴァイオリニストのパブロ・デ・サラサーテとともに演奏旅行を行った。音楽院で教鞭と執ったディエメはエドゥアール・リスラー、アルフレッド・コルトー、ラザール・レヴィ、アルフレード・カゼッラ、イヴ・ナット、マルセル・シャンピ、ホセ・クビレス、ロベール・カサドシュらを育てた。
1888年、ディエメはマルモンテルの後任としてパリ音楽院のピアノの教授に就任した。同時に彼は歴史的楽器の使用促進にも力を注ぎ、1889年のパリ万博においてはハープシコードによる演奏会シリーズを催した。また、古楽器協会の設立にも貢献している。
ディエメはパリに没した。
ディエメは著名な作曲家から作品の献呈を受けている。セザール・フランクの『交響的変奏曲』、ジュール・マスネの『ピアノ協奏曲』、エドゥアール・ラロの『ピアノ協奏曲 ヘ短調』が彼に捧げられた。　

## 録音
ディエメは蓄音機への録音を行った最初のピアニストの1人であった。彼の録音は19世紀フランスピアノ楽派の最良の姿を示していると言われる。急速なスタッカートのパッセージや清澄なピアニッシモのスケールでの明瞭さ、コントロールなどがその例である。フランスの出版社による「スケールとトリルの王」というディエメへの評価も、こうした録音によって裏付けられる。また、それらは自らもフランスのピアノ音楽界における有力者となっていく、ディエメの弟子のラザール・レヴィによる意見に対しても根拠も与えるものである。それは次のようなコメントであった。「（ディエメの）演奏の驚くべき正確さ、伝説的なトリル、落ち着いたスタイルゆえに、我々は皆彼を優れたピアニストとして称賛するのである。」